# Josep Serra i Estruch
Josep Serra i Estruch (Bràfim, Alt Camp, 31 de desembre de 1921 – Barcelona, 2 d'octubre de 1997) fou un activista polític i escriptor català. Especialista en mitjans de comunicació, fou el creador el 1970 de l'Escola de Mitjans Audiovisuals de Barcelona (EMAV), que dirigí en la primera etapa. Fou premiat a diversos certàmens nacionals i internacionals de cinematografia, la seva dedicació al cinema infantil es recull en el llibre Cinema formatiu, que fou premi Antoni Balmanya el 1968.
Havia estat membre de la Confederació Nacional del Treball. Va ocupar càrrecs de responsabilitat als Sindicats de Professions Liberals, d'Administració Pública i secretari general de la Federació Local de Barcelona, alhora que director de la revista Catalunya. Fou també un dels fundadors de la secció catalana de la Confederació General del Treball.
Més tard fou realitzador de la revista Superació i membre del Consell Nacional i de l'Executiu del Front Nacional de Catalunya, raó per la qual el 1946 fou detingut i condemnat a sis anys de presó. També fou director del setmanari L'Esplai. Fou cofundador dels Instituts de Ciències de l'Educació (ICE), va ser dintre d'ells president del Seminari Permanent de Tecnologia Educativa.
Va col·laborar en algunes activitats del Cercle d'Agermanament Occitano-Català (CAOC). Va militar al Front Nacional de Catalunya des de 1939 fins al 1977, més tard l'abandonà i fou nomenat president de l'Aliança de la Democràcia Socialista, va figurar com a cap de llista de la coalició electoral Aliança per la República en les eleccions al Parlament de Catalunya de 1988. Fou president de l'Associació Professional de Titulats en Imatge i So de Catalunya, membre del Comitè d'Enllaç Europeu per una internacional dels treballadors i els pobles i director de l'Escola Municipal de Cinema de l'ajuntament de Barcelona.
Una de les seves obres més importants va ser Entendre Occitània, un llibre escrit el 1985 amb el qual va obtenir el Premi Rei En Pere concedit pel CAOC, però no va ser fins al 1989 que va ser publicat per edicions El Llamp.

## Obres
- Contes de la mar exacta (1959). premi als Jocs Florals de París
- Entendre Occitània (1985)